# Melanelia predisjuncta
Melanelia predisjuncta är en lavart som först beskrevs av Essl., och fick sitt nu gällande namn av Essl. Melanelia predisjuncta ingår i släktet Melanelia och familjen Parmeliaceae.   Inga underarter finns listade i Catalogue of Life.